# 新克內熱瓦茨
新克內熱瓦茨是塞爾維亞伏伊伏丁那自治省北巴納特區的市镇。市镇面積为305平方公里，2022年人口数量为8,627人。

## 外部連結
- 官方网站  （塞爾維亞語和匈牙利語）
- Tisa River - Novi Kneževac, Serbia （页面存档备份，存于）